# Michael Irby

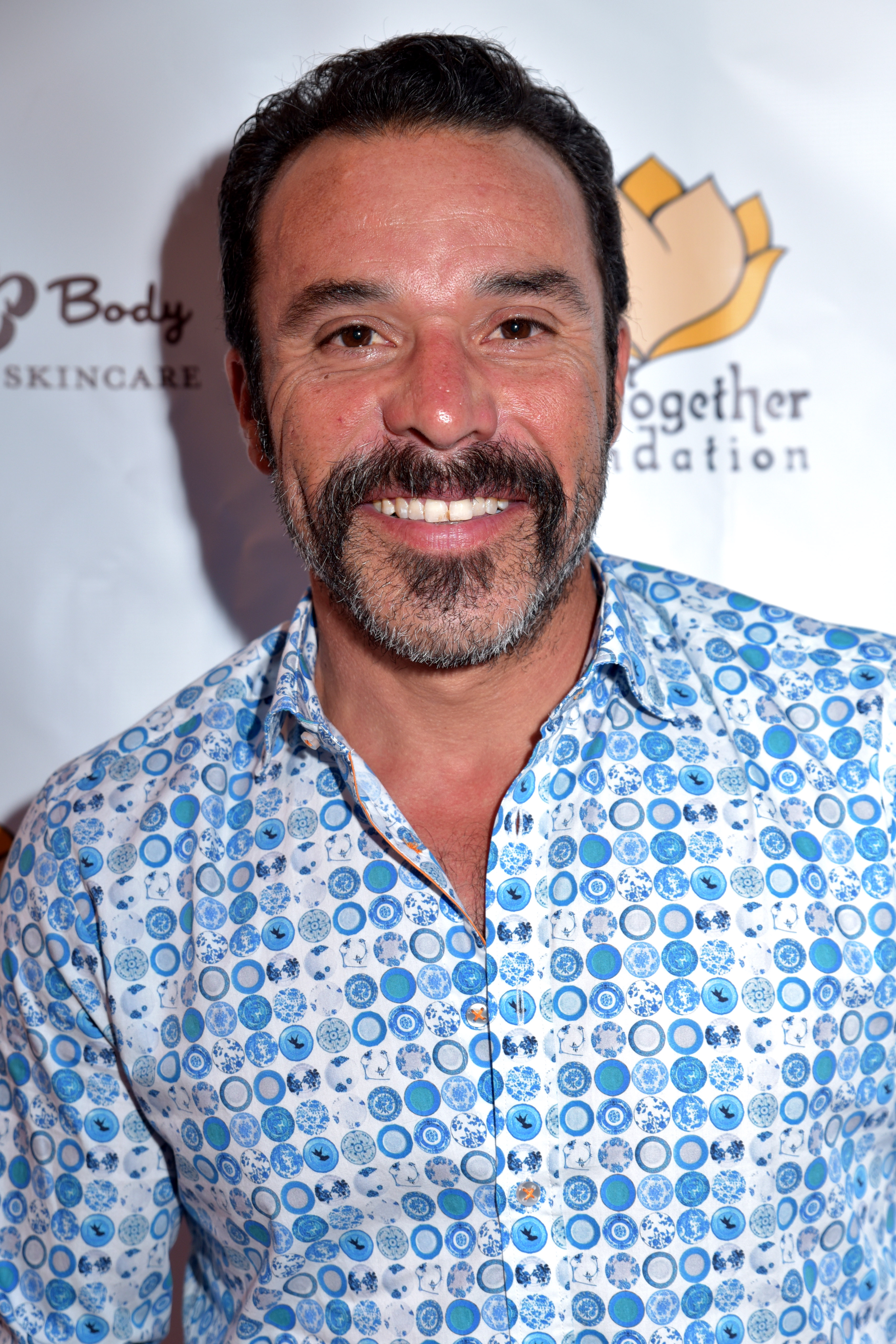
Michael Irby, 2019

Michael Clinton Irby (* 16. November 1972 in Palm Springs, Kalifornien) ist ein US-amerikanischer Schauspieler. Er wurde durch die Rolle als Sergeant First Class Charles Grey in der Serie The Unit – Eine Frage der Ehre bekannt.

## Leben
Michael Irby wuchs in Cabazonauf. Er besuchte das College in Palm Desert und das Orange Coast College in Costa Mesa. Danach begann er in New York City ein Schauspiel-Studium. Bei seinem Studium lernte Irby seine jetzige Frau Susan Matus kennen, mit der er einen Sohn hat.
Durch sein Interesse am Fußball begann Irby eine Fußballkarriere und war Mitglied des Teams USA. Er spielte auch in Europa, aufgrund einer Verletzung musste er jedoch seine Karriere aufgeben.

## Filmografie
- 1999–2000: Law & Order (Fernsehserie, 2 Episoden)
- 2001: Die letzte Festung (The Last Castle)
- 2002: Haunted (Fernsehserie, 6 Episoden)
- 2002: CSI: Miami (Fernsehserie, Episode 1x07)
- 2003–2004: Line of Fire (Fernsehserie, 13 Episoden)
- 2004–2011: CSI: NY (Fernsehserie, 2 Episoden)
- 2005: Flightplan – Ohne jede Spur (Flightplan)
- 2006–2009: The Unit – Eine Frage der Ehre (The Unit, Fernsehserie, 68 Episoden)
- 2009: Gesetz der Rache (Law Abiding Citizen)
- 2010: Navy CIS: L.A. (NCIS: Los Angeles, Fernsehserie, Episode 1x12)
- 2010: 24 (Fernsehserie, 2 Episoden)
- 2010: Lie to Me (Fernsehserie, Episode 2x14)
- 2010: Faster
- 2011: Chase (Fernsehserie, 2 Episoden)
- 2011: Fast & Furious Five (Fast Five)
- 2011: Bones – Die Knochenjägerin (Bones, Fernsehserie, Episode 6x21)
- 2012: Person of Interest (Fernsehserie, Episode 2x09)
- 2013–2014: Almost Human (Fernsehserie, 11 Episoden)
- 2014: Criminal Minds (Fernsehserie, Episode 9x17)
- 2015: The Following (Fernsehserie, 2 Episoden)
- 2015: True Detective (Fernsehserie, 6 Episoden)
- 2015–2016: CSI: Cyber (Fernsehserie, 3 Episoden)
- 2017: Taken – Die Zeit ist dein Feind (Taken, Fernsehserie, 10 Episoden)
- 2017–2018: SEAL Team (Fernsehserie, 11 Episoden)
- 2018–2023: Barry (Fernsehserie, 18 Episoden)
- 2018–2023: Mayans M.C. (Fernsehserie, 49 Episoden)
- 2020–2022: The Expanse (Fernsehserie, 6 Episoden)
- 2022: Chase (Last Seen Alive)
- 2023: Fast & Furious 10 (Fast X)
- 2024; The Lincoln Lawyer (Fernsehserie, 5 Episoden)